# Jovo Kapičić
Jovan Kapičić (crnogorski: Јован Капичић; nadimkom  Jovo Kapa; Gaeta, 2. rujna 1919. – Beograd, 9. prosinca 2013.) bio je crnogorski vojni, policijski i diplomatski dužnosnik iz doba Druge Jugoslavije, sudionik NOB-a i narodni heroj.

## Životopis

### Porijeklo i obitelj
Rođen je u talijanskom gradu Gaeti, gdje je tada bila velika baza izbjegle crnogorske kraljevske vojske nakon neuspjele Božićne pobune 1919. godine. Kapičićev otac Milo, profesor teologije, također se oružano suprotstavio srpskoj okupaciji Kraljevine Crne Gore, izbjegao u Gaetu, a nakon amnestije i povratka u domovinu, bio je aktivist opozicijske Crnogorske stranke.

### U ilegalnoj KPJ
Priključio se SKOJ-u još kao gimnazijalac na Cetinju, a od 1936. je član ilegalne KPJ. Krajem 1930-ih studirao je na Medicinskom fakultetu u Beogradu, gdje je rukovodio tamošnjom stranačkom organizacijom.

### U ratu
Tijekom srpnja 1941. godine, kao član Okružnog komiteta KPJ za Cetinje, jedan je od organizatora ustanka crnogorskoga naroda protiv talijanske okupacije. Izabran je za političkog zapovjednika Lovćenskog bataljona, kojeg su popunjavali Crnogorci, a koji je krajem 1941. (kao 1. crnogorski bataljon) postao udarna šaka 1. proleterske brigade i Titove vojske u cjelini.
Kapičić je kasnije izabran za političkog zapovjednika 2. dalmatinske brigade. Sudjelovao je u bitkama na Neretvi i Sutjesci.

### Policijska karijera
Od 1945. Kapičić je prvi general UDBA, te je s te dužnosti početkom 1946. u planinskim zabitima kod Višegrada organizirao uhićenje četničkog ratnog zločinca Dragoljuba Draže Mihailovića.
Jedno vrijeme bio je crnogorski ministar unutarnjih poslova, te je u tom svojstvu organizirao podhvat neuspjelog uhićenja Krsta Popovića. Potom je Kapičić bio pomoćnik ministra unutarnjih poslova FNRJ Aleksandra Rankovića. Tijekom napetosti oko Informbiroa akter je masovnih uhićenja staljinističkih simpatizera SSSR-a iz redova najviših jugoslavenskih državnih i stranačkih dužnosnika koji su izolirani u logoru na Golom otoku.

### Diplomatska karijera
Od sredine 1950-ih je Kapičić jugoslavenski veleposlanik u Mađarskoj, potom u Švedskoj i na kraju pomoćnik ministra za informiranje u Vladi SFRJ.
Umirovio se u prvoj polovici 1960-ih.

### 1990-ih
Kasnih 1980-ih i kasnije Kapičić je žestoki kritičar Miloševićeve velikosrpske politike. Potpisnik je Apela intelektualaca protiv opsade i bombardiranja Dubrovnika u drugoj polovici 1991.
Bio je agilni zagovornik obnove crnogorske nezavisnosti. Preminuo je u Beogradu 9. prosinca 2013.

## Zanimljivost
Otac je jugoslavenskog košarkaškog reprezentativca iz 1970-ih Dragana Kapičića, te djed glumca Stefana Kapičića.